# 副島忠雄
副島 忠雄（そえじま ただお、1937年12月13日 - ）は、日本の経営者。東京証券社長を務めた。

## 来歴・人物
長崎県出身。1960年に慶應義塾大学法学部政治学科を卒業し、同年4月に日興證券に入社。1983年12月に取締役、1986年9月に常務、1988年8月に専務を経て、1991年5月に副社長に就任し、1995年6月には東京証券社長に就任。2000年10月に会長に就任し、2002年4月には相談役に就任。